# عبدالمجید معینی
عبدالمجید معینی سیاست‌مدار ایرانی بود، که در  دوره بیست و سوم  به‌عنوان نماینده میناب در مجلس شورای ملی حضور داشت.